# Aloys Fleischmann (Komponist, 1910)

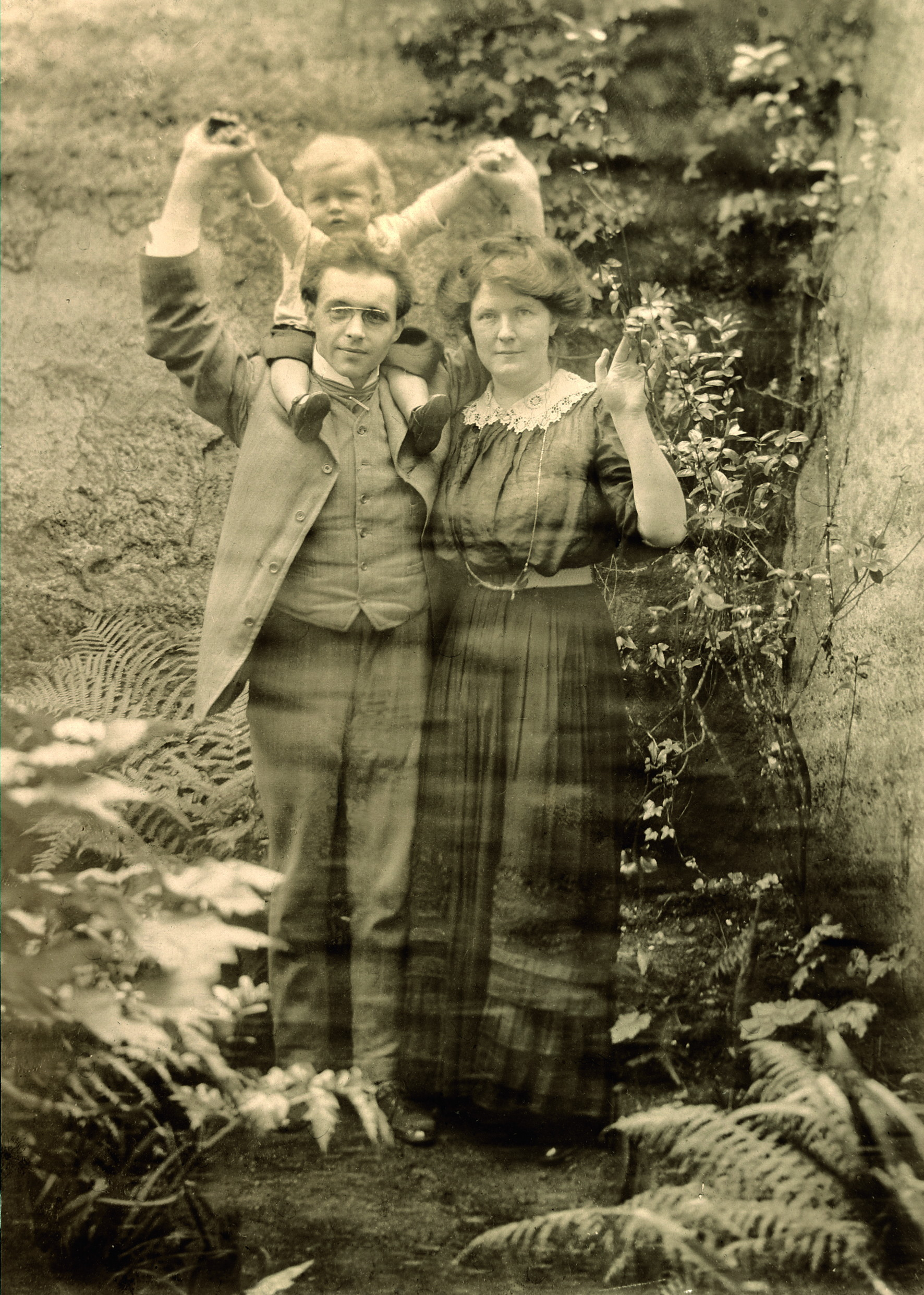
Aloys und Tilly Fleischmann mit dem dreijährigen Sohn Aloys (Cork, 1913)

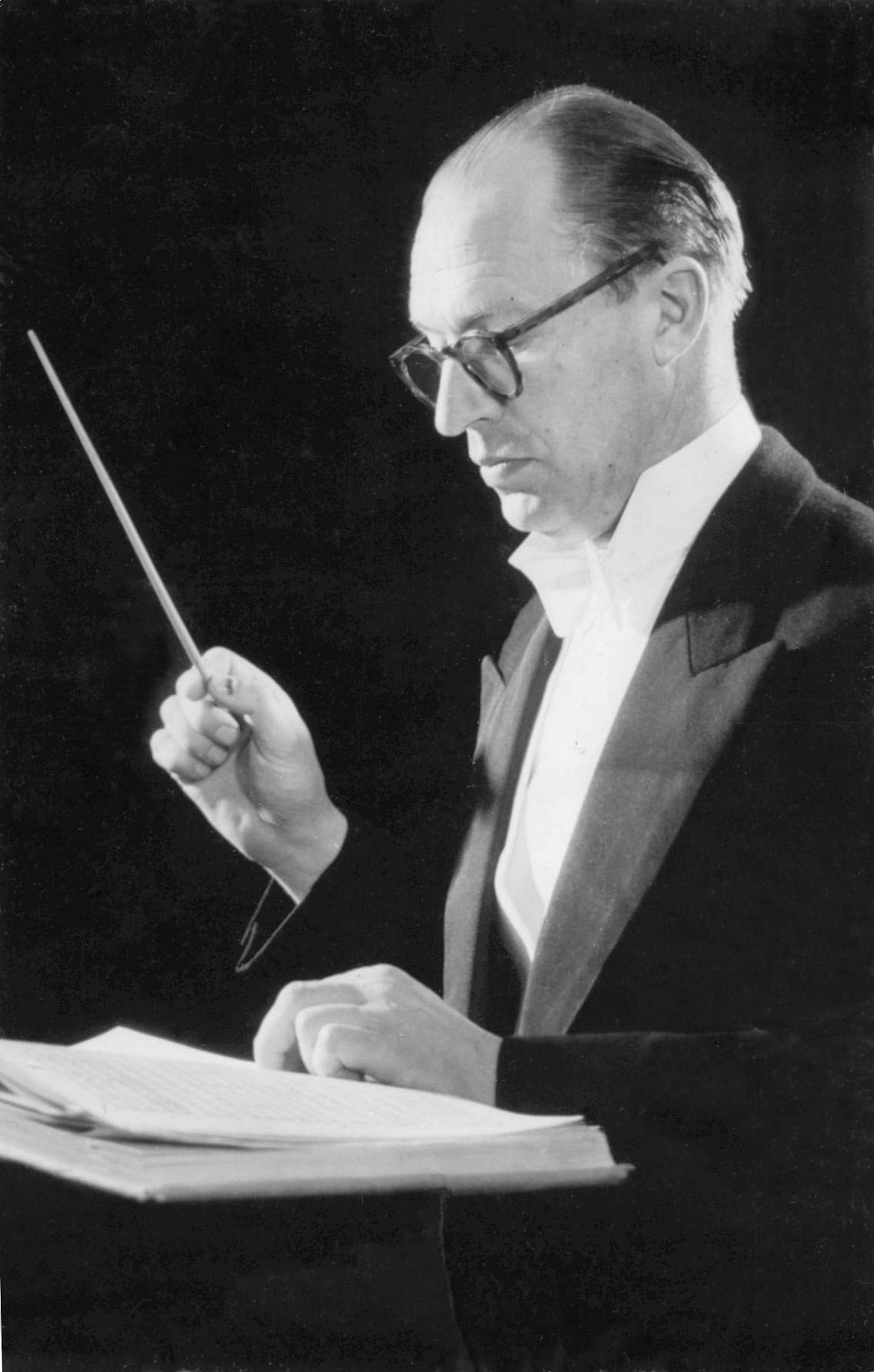
Aloys Fleischmann beim Dirigat des Cork Symphony Orchestra (1958)

Aloys Fleischmann (* 13. April 1910 in München; † 21. Juli 1992 in Cork) war ein irischer Komponist, Dirigent, Musikwissenschaftler und Hochschullehrer.

## Leben
Aloys Fleischmann wurde als Sohn deutschstämmiger Eltern, die seit 1906 im irischen Cork lebten, in München geboren. Sein Vater war der Organist und Komponist Aloys Georg Fleischmann, seine Mutter, die Pianistin, Organistin und Pädagogin Tilly Fleischmann. Beide hatten zuvor an der Königlichen Akademie der Tonkunst in München studiert. Ihr einziger Sohn erhielt seine Ausbildung 1927–1932 bei Frederick St. John Lacy am University College Cork und anschließend für zwei Jahre an der mittlerweile umbenannten „Staatlichen Akademie der Tonkunst, Hochschule für Musik“ (Komposition bei Joseph Haas, Dirigieren bei Heinrich Knappe) sowie der Ludwig-Maximilians-Universität (Musikwissenschaft bei Rudolf von Ficker und Otto Ursprung) in München. Nach seiner Rückkehr nach Irland 1934 übernahm er in Cork den Lehrstuhl für Musik. Im selben Jahr gründete er das Universitätsorchester, das 1939 als Cork Symphony Orchestra reorganisiert wurde und das er bis zu seinem Tod fast sechs Jahrzehnte lang leitete (2016 erfolgte eine Neugründung als Cork Fleischmann Symphony Orchestra). In der Folge initiierte Fleischmann die Irish Music Teachers’ Association (1935), die Cork Orchestral Society (1938) und das seit 1954 jährlich stattfindende International Choral Festival in Cork. Eine enge Verbindung hatte er zur irischen Ballettszene, so war er Vorsitzender der Cork Ballet Company (1947–1992) und Vorstandsmitglied des Irish Theater Ballet sowie des Irish National Ballet. Als Wissenschaftler unternahm er Untersuchungen zur irischen Musikgeschichte, die er in mehreren Publikationen veröffentlichte.
Fleischmann erhielt eine große Zahl an Auszeichnungen und Preisen, darunter das Doktorat für Musik der National University of Ireland, die Ehrendoktorwürde des Trinity College Dublin (1964), den Verdienstorden der Bundesrepublik Deutschland (1966), die Silbermedaille des Irish American Cultural Institute (1976), den National Endeavour Award der United Dominions Trust Bank (1976) und die Ehrenbürgerschaft der Stadt Cork (1978). 1991 wurde er zum Honorary Fellow der Royal Irish Academy of Music und zum Ehrenmitglied der Royal Dublin Society ernannt. Aloys Fleischmann war seit 1941 mit der aus Cork gebürtigen Ärztin Anne Madden (1912–1990) verheiratet, das Paar hatte fünf Kinder. Er starb am 21. Juli 1992 und wurde auf dem Saint Finbarr’s Friedhof in Cork bestattet. 1993 wurde der Nachlass von Aloys Fleischmann senior und Aloys Fleischmann von der Familie dem Archiv des University College Cork übergeben.

„Neben seinen vielen anderen Verpflichtungen komponierte Aloys Fleischmann konsequent über die unterschiedlichsten Genres hinweg. Von seiner Sreath do phiano (Klaviersuite) an, die er 1933 unter dem Pseudonym Muiris Ó Rónáin komponierte, versuchte er, in einem modernen Stil zu schreiben, der durch und durch irisch war. Seine Kompositionen spiegelten die Dualität seiner irisch-deutschen Erziehung und Ausbildung wider. Während einige seiner Werke auf irischen Themen basierten – z. B. Clare’s Dragoons (1945) und Ómós don Phiarsach (Hommage an Patrick Pearse, 1979) – und häufig irische Motive und thematische Elemente verwendeten, fügten sich andere in den größeren europäischen Kontext, etwa Poet in the suburbs (1973), Sinfonia votiva (1977) und Games (1990).“

## Werke (Auswahl)
Ein kommentiertes Gesamtverzeichnis der Musik von Fleischmann (55 Werke) und eine Liste seiner Schriften sind in den Anhängen der Monographie von Séamas de Barra: Aloys Fleischmann enthalten (vgl. Literatur).

### Bühne
- The Golden Bell of Ko. Ballett in drei Szenen (1948)
- An Cóitin Dearg (Der rote Mantel). Ballett in drei Akten (1951)
- Macha Ruadh. Ballett in zwei Szenen (1955)
- The Táin. Ballett in drei Akten (1981)

### Gesangsstimmen und Orchester
- Trí hAmhráin (Drei Lieder) nach Gedichten von Turlough O’Carolan und Mícheál Ó Murchú für hohe Stimme und Orchester (1937)[6]
- Clare’s Dragoons nach Worten von Thomas Osborne Davis für Bariton, Chor und Orchester (1944)
- Amhrán na gCúigí (Lied der Provinzen) für Chor, Orchester und Publikum (1963)
- Songs of Colmcille für Sprecher, Chor und Orchester (1964)
- Mass for Peace für Chor und Orchester (1976)
- Omós don Phiarsach (Hommage an Patrick Pearse) für Mezzosopran, Sprecher und Orchester (1979)
- Time’s Offspring. Kantate für Sprecher, Soli, Chor und Orchester (1985)
- Clonmacnoise für Chor, Orchester und Publikum (1986)

### Orchesterwerke
- Prelude and Dance (1940)
- The Four Masters. Konzertouvertüre (1944)
- Sinfonia votiva (1977)
- An Cóitin Dearg (Der rote Mantel). Suite aus dem Ballett (1951)

### Instrumentalkonzerte
- Cornucopia für Horn und Orchester (1969)

### Kammermusik
- Klavierquintett (1938)

### Klavier solo
- Suite (1933)

### Gesang und Klavier
- Trí hAmhráin (Drei Lieder) nach Gedichten von Turlough O’Carolan und Mícheál Ó Murchú. Fassung für hohe Stimme und Klavier (1937)